# Plaza Pedro de Valdivia
La Plaza Pedro de Valdivia se ubica en la comuna de Providencia, en la ciudad de Santiago de Chile. La plaza es un importante punto de encuentro de la comuna y se encuentra en la intersección de las avenidas Pedro de Valdivia y Francisco Bilbao. En ella se localizan varios servicios públicos, comercio y esparcimiento. Marca una división simbólica entre la parte más céntrica de la comuna y los sectores más residenciales. Por su distancia cercana a varios barrios bohemios como Barrio Bellavista, Plaza Ñuñoa, Barrio Suecia o Manuel Montt, se considera no sólo un punto de encuentro sino referencial.
En su parque se encuentran ejemplares de palmeras canarias (Phoenix canariensis) y de palmeras de abanico (Washingtonia robusta) de más de 100 años.

## Historia
La Plaza Pedro de Valdivia, como muchas plazas de Santiago, tuvo un origen silencioso. Era un cruce entre dos senderos (actualmente Avenida Pedro de Valdivia y Avenida Francisco Bilbao) que intercomunicaban quintas de las que saldrían los loteos que dieron paso a las comunas de Providencia y Ñuñoa. 
A pesar de que ya en el siglo XIX había subdivisión de terrenos y construcción de viviendas, no fue sino hasta principios del siglo XX que la Avenida Pedro de Valdivia comenzó a tomar forma, específicamente en 1930, cuando se empedraron las calles, se colocó luminaria y se dio forma a un cierto plan regulador por el financiamiento de impuestos. En 1940 el Palacio Falabella, en manos de la municipalidad, proyectaba su gravitancia al cruce de la Avenida Pedro de Valdivia. Ya hacía diez años que la avenida llegaba al actual sector de Pedro de Valdivia norte y Bilbao ya estaba abierta al tránsito. 
En el año 1999 se licitó a concurso la remodelacioón de la plaza, se la adjudicó la oficina de arquitectos Iglesis Prat y el año 2000 se concretaron las obras, quedando bajo la actual apariencia.